# Iisaku
Die ehemalige Landgemeinde Iisaku (Iisaku vald) lag im Kreis Ida-Viru im Nordosten Estlands. Im Rahmen der Gemeindereform 2017 wurde sie mit vier weiteren Landgemeinden zur Landgemeinde Alutaguse zusammengeschlossen.

## Beschreibung

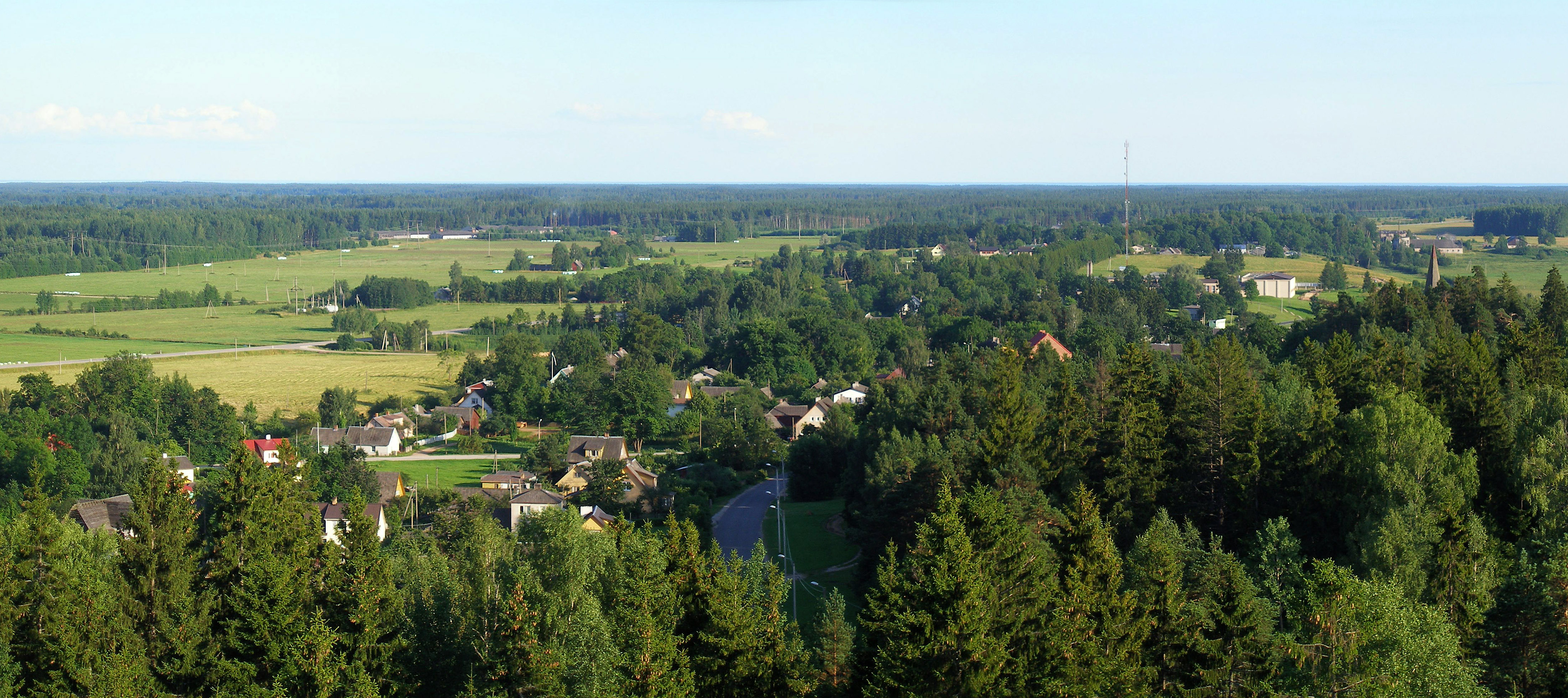
Blick vom Berg Tärivere auf den Hauptort Iisaku

Die Landgemeinde hatte eine Fläche von 258 km². In ihr lebten 1526 Einwohner (1. Januar 2004).
Die Landgemeinde Iisaku lag im Süden des Landkreises Ida-Viru, ca. 85 km von der Stadt Rakvere entfernt. Sie grenzte an den Peipus-See.

## Dörfer
Neben dem Hauptort Iisaku gehörten zur Landgemeinde die Dörfer Alliku, Imatu, Jõuga, Kasevälja, Kauksi, Koldamäe, Kuru, Lipniku, Lõpe, Pootsiku, Sõrumäe, Sälliku, Taga-Roostoja, Tammetaguse, Tärivere, Vaikla und Varesmetsa.